# Helicoönites goosii
Helicoönites goosii — вид грибів, що належить до монотипового роду  Helicoönites.